# Annette Solange Georges
Annette Mary Solange Georges (sinh năm 1957) là một luật sư, chính trị gia Seychelles và lãnh đạo Đảng Đối lập Seychelles United.

## Tiểu sử
Annette Georges sinh ra ở Seychelles năm 1957. Bà lớn lên trong một gia đình đã tham gia vào chính trị của đất nước mình. Cha bà là một bộ trưởng và là thành viên của Quốc hội Seychelles về tấm vé của Đảng Dân chủ Seychelles (SDP) sau đó biến chất thành SDP-SPUD sau khi thành lập liên minh với Đảng Thống nhất Nhân dân Seychelles (SPUP).
Bà học luật tại Vương quốc Anh và được gọi vào quán bar vào năm 1980. Công việc đầu tiên của bà khi trở về từ Vương quốc Anh là một vị trí trong văn phòng của Tổng chưởng lý. Bà vươn lên qua hàng ngũ cho đến khi trở thành phó tổng chưởng lý. Năm 1985, bà được bổ nhiệm trở thành Thẩm phán.
Annette Georges là thành viên sáng lập của Parti Seselwa, một trong những đảng chính trị đầu tiên ra đời sau khi Seychelles được tuyên bố là một quốc gia đa đảng. Parti Seselwa sau đó sáp nhập với hai đảng đối lập khác để thành lập Đảng Đối lập Thống nhất, trong đó bà là thủ quỹ và lãnh đạo.